# مركز استثماري
مركز استثماري في الاقتصاد والتجارة (بالإنجليزية: investment center) هو تصنيف يستخدم لوصف أحد أقسام مؤسسة اقتصادية. ويتسم المركز الاستثماري بالشركة بأن تقديره من قبل الإدارة يكون على أساس ما يصرفه من أموال، بعكس الحال بالنسبة إلى مراكز التكلفة والمراكز المربحة في الشركة، والتي تقدر على أساس مصروفاتها وأرباحها.
وتعتبر ميزة هذه الطريقة في الحساب مجدية حيث أنها تحسب جدوى استخدام رأس المال. والطريقة يمكن مراوغتها من قبل الإداريين الذين ينظرون إلى نتائج الشركة على المدى القصير، أو عن طريق التلاعب في الحدود الأدنى التي توضع لتقييم أعمال أقسام الشركة.

## اقرأ أيضاً
- مركز تكلفة
- مركز مربح
- نظارة الحسابات
- تخصيص الأموال
- حجم الأعمال (اقتصاد)
- وكالة استخدام
- وقت العمل
- فائض مكتسب